# Sopa moruna
La sopa moruna es una sopa tradicional de la cocina almeriense, su nombre proviene de la influencia que ha tenido de la sopa marroquí denominada harira. Es una sopa típica del municipio de Almanzora. La sopa se elabora un rehogado de verduras en manteca de vaca (en la actualidad aceite de oliva) y se le añade carne picada (de vacuno o cordero, excepto cerdo), lentejas, pimientos y como especias cilantro, azafrán. Se suele servir en tazones bien caliente.